# Rijna Makkinga
Rijna Makkinga (Rijswijk, 1961) is een Nederlandse keramist en beeldhouwer.

## Leven en werk
Makkinga studeerde keramische vormgeving aan de Academie Minerva in de stad Groningen. Ze vervolgde haar opleiding aan de Hanzehogeschool Groningen en werd lerares in het voortgezet onderwijs. Makkinga is daarnaast actief als kunstenares en was enige tijd kunstrecensent bij de Leeuwarder Courant. Kort na haar opleiding trok ze met collega-kunstenaar Mark Bunder naar Australië, waar ze een keramische muur maakten, en de Verenigde Staten. In 1991 had ze een solo-expositie met keramische wandobjecten in het Fries Scheepvaart Museum. 
Makkinga vormde ruim tien jaar een kunstenaarsduo met Hilda Kanselaar. Ze maakten samen diverse werken voor de openbare ruimte in Friesland en Flevoland.
Tegenwoordig is Makkinga docent beeldende vorming aan het CSG Comenius Mariënburg in Leeuwarden.

## Werken (selectie)
- 1987: keramische muur in Maitland, Australië
- 1994: keramische werken voor het Antonius Ziekenhuis, Sneek[5]

Met Hilda Kanselaar
- 1996: Spiegelbeelden, Franeker
- 1997: It Bûter Fabryk, Oudega
- 1998: De Waver, Bolsward
- 1998: Pilaren en De tol, Dokkum
- 2000: Negen kokkels, Lelystad
- 2001: Drie badpakken, Burgum
- 2004: Het wachtershuisje, Nieuwehorne
- 2008: Droge voeten, Rutten

## Afbeeldingen

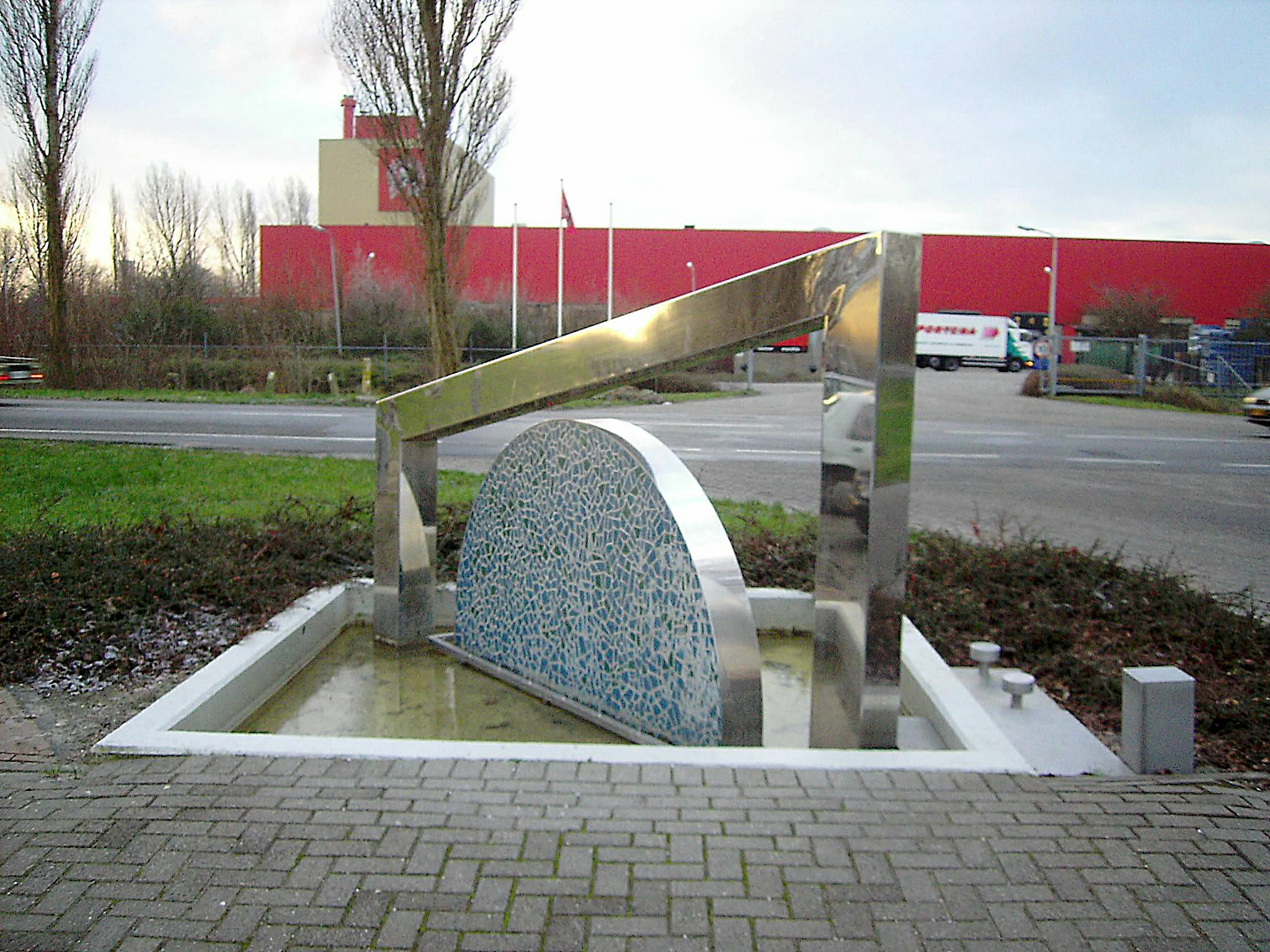
De Waver
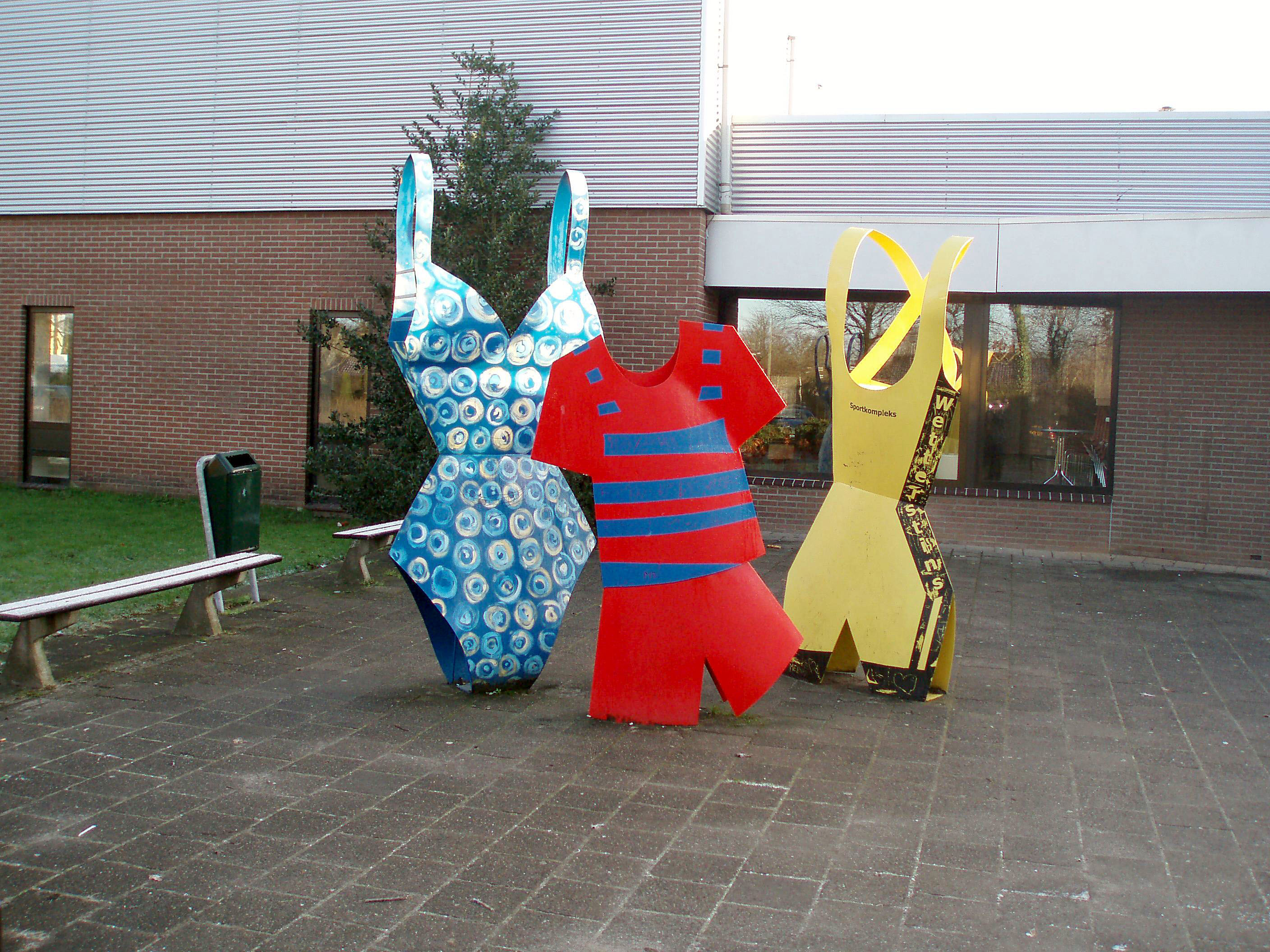
Drie badpakken

- RKD-Nederlands Instituut voor Kunstgeschiedenis: 52082